# Джозеф Най
Джозеф С. Най молодший  (англ. Joseph S. Nye, Jr.; 19 січня 1937 — 6 травня 2025) — американський політолог, колишній декан Гарвардського інституту державного управління імені Джона Ф. Кеннеді, розробник теорій неолібералізму в міжнародних відноснах, автор концепцій «м'якої» та «розумної сили». Із 20 лютого 1993 по 15 вересня 1994 року очолював Національну раду розвідки.

## Біографія
Джозеф Най здобув ступінь бакалавра в Принстонському університеті в 1958 році. Він написав докторську дисертацію, що була висунута на здобуття стипендії Родса.